# 深野琴美
深野 琴美（ふかの ことみ、1981年12月7日 - ）は日本の舞台女優、モデル。所属事務所は芸映タレントステーション→ヴォーカル。東京都出身。

## 出演

### 舞台
- アニー（1997年）ダフィ役
- 序曲（ジュリエット役）
- 盆と正月（2001年）黒岩温子役
- 回転木馬 〜桐朋学園卒業公演〜（2002年）ジュリィ・ジョーダン役
- シンドバットの大冒険2003 〜魔神島の決戦〜（2003年）海の女王役
- ファイティング・ベイビー 〜おなかをけるのはだぁれ?〜（2004年）篠役
- 21gの手紙（2004年）マリア役
- ある馬の物語（2004年）
- 塀の中のラヴソング（2005年）魚住千里役
- 象とおじさん（2005年）虎役
- ALIVE!（2005年）
- ぼくらは世界に片目をとじて…（2005年）レファン役
- ちゃぶ台の詩（2005年）倖田幸子役
- SPARKLING（2006年）
- アキバの中心で愛を叫ぶ（2006年）秋葉萌役
- チョット×3＝ドッペルゲンガー（2007年2月）大杉恋役
- ミュージカル「レ・ミゼラブル」（2007年6月-9月）ジベロット役
- 俗三丁目の奇跡（2007年11月）ヒロインシスター役
- 陽だまりのカンバス（2009年7月）
- ミュージカル「レ・ミゼラブル」（2009年10月-11月）ジベロット役
- ディートリッヒ〜生きた 愛した 永遠に〜（2010年3月-4月）
- ミュージカル「ガイズ＆ドールズ」（2010年8月）
- ミュージカル「ファントム」（2010年11月-12月）
- ミュージカル「マルグリット」（2011年3月-4月）
- ミュージカル「嵐が丘」（2011年7月）

## その他
現在、別事務所の女優・玉手みずきとユニット「ことみずき」を組んでいる。ただし、ユニットとしての活動は彼女ら曰く「特になし、たまに2人でデート」するのみ。実際、このユニットでの音楽作品や映像作品の出演は全くなく、イベントやライブの開催も一切行なわれていない。
「ことみずき」名義でのサイトやブログも開設されているが、ブログには2006年より元PRECOCIの渡部若菜が加わって「わかことみずき」となっている。
2010年1月から所属事務所がヴォーカルになった。
2014年10月にTVアニメ『神撃のバハムート GENESIS』第2話にて、キャラクターのダンスシーンのモデルとなり、「ダンス参考協力」としてクレジットされた。